# Gieten

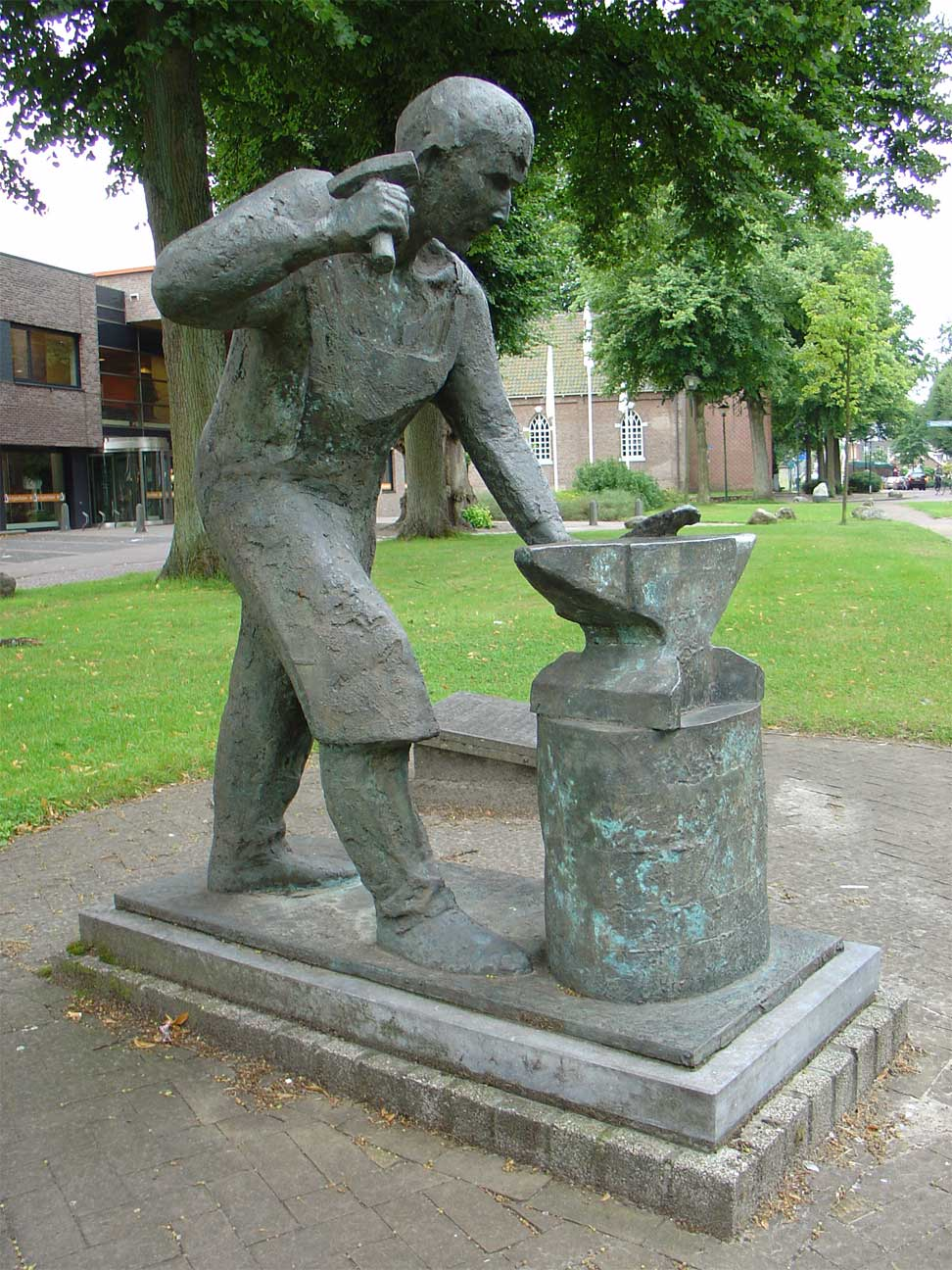
Scultura a Gieten

Gieten (pron.:/'xi:tə(ŋ)/; in Drèents: Geeiten) è un villaggio di circa 5.000 abitanti del nord-est dei Paesi Bassi, facente parte della provincia di Drenthe e situato lungo la Hondsrug, al confine con la Germania. Dal punto di vista amministrativo, si tratta di un ex-comune, dal 1998 inglobato nella nuova municipalità di Aa en Hunze, di cui è il capoluogo.

## Geografia fisica
Gieten si trova nella parte nord-orientale della provincia del Drenthe, a nord della dorsale Hondsrug e tra le località di Anloo e tra Gasselte (rispettivamente a sud/sud-est della prima e a nord-ovest della seconda).

## Storia

### Origini
La zona in cui sorge il villaggio è abitata sin dalla fine dell'Età del Ferro (13.000-8.000 a.C.).
Il villaggio di Gieten è tuttavia menzionato per la prima volta nel 1224.

### Simboli
Nello stemma di Gietenè raffigurato un levriero su sfondo rosso.
Questo stemma è attestato sin dal 1883. Le sue origini sono ignote.

## Monumenti e luoghi d'interesse
Gieten conta 14 edifici classificati come rijksmonumenten..

### Architetture religiose

#### Chiesa di Santa Maria
Tra i principali edifici religiosi di Gieten, figura la chiesa di Santa Maria, costruita nel 1849, ma con una torre campanaria del 1804.

### Architetture civili

#### Mulino Hazewind
Altro edificio d'interesse di Gieten è il mulino Hazewind, risalente al 1833.
|  |

## Società

### Evoluzione demografica
Al censimento del 1º gennaio 2016, il villaggio di Gieten contava una popolazione pari a 5.061 abitanti.

## Geografia antropica

### Suddivisioni amministrative
Buurtschappen
- Achter 't Hout
- Bonnen
- Gieterzandvoort
- Veenhof